# Vital Vouardoux
Vital Vouardoux (ur. 2 maja 1919 w Grimentz, zm. 20 października 1977 w Sierre) – szwajcarski biathlonista, żołnierz i przewodnik górski.

## Kariera
W 1948 wystąpił na igrzyskach olimpijskich w Sankt Moritz, wspólnie z Heinrichem Zurbriggenem, Arnoldem Andenmattenem, i Robertem Zurbriggenem zwyciężając w zawodach pokazowych w patrolu wojskowym. Był to jego jedyny sukces na międzynarodowych zawodach tej rangi, a także jedyny występ olimpijski. Pięć lat wcześniej zajął trzecie miejsce w zawodach Patrouille des Glaciers, jednych z trzech zawodów biathlonowych rozegranych w Szwajcarii podczas II wojny światowej. W wojsku dosłużył się stopnia gefrajtra.